# La Roquette

La Roquette este o comună în departamentul Eure, Franța. În 1 ianuarie 2022 avea o populație de 236 de locuitori.